# Беніта Фітцджеральд-Браун
Беніта Фітцджеральд-Браун (англ. Benita Fitzgerald-Brown; нар. 6 липня 1961, Воррентон, Вірджинія, США) — американська легкоатлетка, що спеціалізується на бігу з бар'єрами, олімпійська чемпіонка 1984 року.

## Кар'єра
| Рік             | Змагання             | Місто                | Місце           | Дисципліна        | Примітки        |
| Представник США | Представник США      | Представник США      | Представник США | Представник США   | Представник США |
| --------------- | -------------------- | -------------------- | --------------- | ----------------- | --------------- |
| 1983            | Чемпіонат світу      | Гельсінкі, Фінляндія | 8               | 100 м з бар'єрами | 12.99           |
| 1983            | Панамериканські ігри | Каракас, Венесуела   | 1               | 100 м з бар'єрами | 13.16           |
| 1984            | Олімпійські ігри     | Лос-Анджелес, США    | 1               | 100 м з бар'єрами | 12.84           |